# 中山大街 (固始)
32°10′55″N 115°40′10″E / 32.18194°N 115.66944°E
中山大街是中国河南省固始县的一条城市道路，东西走向，全长约5公里。东门坎至红苏路口段是狭义上的中山大街，街道较窄，交通拥挤。文革时曾改名为东方红大街。红苏路口以西段通称西关大街、阳关大道，经改造后于2008年12月31日重新开通，并被统一订名为中山大街。上世纪街道两旁密植法国梧桐，为固始一景，但于世纪末被悉数砍伐。现在的行道树是香樟。
同中国其他许多城市的中山路一样，中山大街是固始县较为繁华与重要的一条道路。

## 交通
沿中山大街有2路、3路等公交线路经过。固始县两个较大的长途车站——新车站及运输公司亦设于中山大街上。